# Han (Eskişehir)
Pour les articles homonymes, voir Han.
Han est une ville et un district de la province d'Eskişehir dans la région de l'Anatolie centrale en Turquie.